# Nebela carinata
Nebela carinata ist eine Testate Amöbe (Schalenamöbe) aus der Gattung Nebela. Sie wird im Deutschen auch als Kiel-Schalenamöbe bezeichnet. Die Art kommt in nassen Torfmoosen vor.

## Merkmale
Nebela carinata ist 160 bis 200 Mikrometer groß. Die Schale ist flach und farblos. Ein Grat, der 10 Mikrometer breit ist, reicht fast um die ganze Schale. Die Mundöffnung ist oval. Sie besitzt einen Kragen, welcher aus organischem Kitt besteht.

## Bemerkungen
Kosakyan et al., 2012 stellten fest, dass auf der Grundlage ihrer molekularen Daten das, was sie für N. carinata hielten, in zwei klar abgegrenzte, robust unterstützte Gruppen eingeteilt werden konnte. Der bedeutende genetische Abstand zwischen den beiden Gruppen (14 % Divergenz in den Nukleotidsequenzen) legt nahe, dass diese beiden Formen als getrennte Arten betrachtet werden sollten. Weitere Untersuchungen werden klären, ob es leichte morphologische Unterschiede zwischen diesen beiden Formen gibt (pseudokryptische Diversität) oder ob keine äußeren morphologischen Merkmale sie unterscheiden können (echte kryptische Diversität) und ob sich die beiden Kladaten in ökologischer Hinsicht unterscheiden. Diese Art ist groß (über 120 µm) und beschränkt sich auf feuchte Mikrostandorte in Sphagnum-dominierten Ökosystemen.